# 児童性的虐待
児童性的虐待（じどうせいてきぎゃくたい、英語: child sexual abuse、CSA）とは、成人または年長の青年が自身の性的快感のために子供を利用する児童虐待の一つであり、性的虐待の一つである。他にも児童性虐待、子供に対する性的虐待、児童期性的虐待、性的児童虐待などの訳語がある。
児童性的虐待の形態としては、児童との性行為、わいせつな露出、児童のグルーミング、児童の性的搾取、実際の児童を用いた児童ポルノの制作などがある。ユニセフは、児童婚も同様に「少女に対する性的虐待と搾取の最も一般的な形態」に分類している。
児童性的虐待の影響には、うつ病、心的外傷後ストレス障害、不安、複雑性PTSD、成人期においてさらに被害を受ける傾向、そして子供への身体的傷害などがある。家族や親族による性的虐待は近親相姦でもあり、特に親からの近親相姦の場合、より深刻で長期的な精神的外傷をもたらす可能性がある。
ペドフィリアという言葉が児童性的虐待の加害者に使われることもあるが、語義としては思春期前の子供への強い性的嗜好のことである。小児性犯罪者は特にチャイルド・マレスターと呼ばれており、用語としては犯罪分析でよく用いられる。チャイルド・マレスターが複数の子供を性的に虐待している状況をチャイルド・セックス・リング（英語: child sex ring）と呼ぶ。
法律の下では、大人が未成年者と性的行為を行ったり、性的満足のために未成年者を搾取したりする刑事および民事犯罪を表す包括的な用語として児童性的虐待が多用される。

## 定義
アメリカのカリフォルニア州では、州法PC11165条において、性的虐待は18歳未満の者に対する性的暴力及び性的搾取だと規定し、その性的暴力の内容として「性交、近親姦、肛門性交、14歳以下の子供に対するわいせつ行為、口腔性交、器物を用いる性器及び肛門の貫通行為、性的愛撫」、性的搾取については「子供がわいせつな行為を行っている模様を描いたものの売買、わいせつな行為を目的とした子供の雇用、商業的な目的で子供に対しわいせつな行為を行わせる行為（写真と映像を含む）」とする。
日本では児童虐待防止法（児童虐待の防止等に関する法律）が2000年5月に可決し、同法第2条で「児童にわいせつな行為をすること又は児童をしてわいせつな行為をさせること」として性的虐待を定める。また厚生労働省は、児童の性的虐待を「子どもへの性交、性的暴行、性的行為の強要・教唆など」「性器を触る又は触らせるなどの性的暴力、性的行為の強要・教唆など」「性器や性交を見せる」「ポルノグラフィーの被写体などに子どもを強要する」などとしている。

## 統計

### 公的な実数

#### アメリカ合衆国
性的虐待は公表が必要なため報告数は少なくなりがちであるが、アメリカ合衆国ではかなり報告数を上げることに成功した。1976年に保護サービス機関に持ち込まれたのは6,000件であったが、その10年後には132,000件の性的虐待が報告されるようになった。

#### 日本
被害者
加害者
警察庁の発表によると、児童性的虐待での検挙件数は増加傾向にある。ただし、暗数が多いとされており、後述のように様々な推定が試みられている。
2020年厚労省の研究報告では日本では1日に1,000人以上の子どもが痴漢を含めた性被害を経験すると試算されている。痴漢(あるいは痴漢的行為を含む性的嫌がらせ)も挿入の伴わない性的接触として性的虐待に明示的に含めた文献もある。小児性被害の男女比はおよそ1：2と言われている。
被害者は女児が多く、約97%を占めている。加害者は養父・継父が最多で約44%のほか、実父も約40%を占めている。その他には、内縁の夫、祖父、兄弟、いとこ等が含まれる。
全国統一ダイヤルで受け付ける子どもの電話相談「チャイルドライン」で、宮城県内から2017年度に発信された児童虐待の相談52件のうち、性的虐待が53．8%（28件）を占めていた。被害者は主に小学生から高校生の女子で、特に中学生が多く加害者の多くは実父とみられる。法務総合研究所 の2001年少年院調査によると、家族以外の者から強制的に性交された例は女子68.6%（229人中157例）、男子7.3%（2112人中155例）、家族による強制的性交は女子4.8%（229人中11例）、男子0.3%（2096人中7例）であった。

### 推定の実数
性的虐待には公的に認められている実数以外の暗数が多く含まれると推定されており、主に社会学的な観点からの性的虐待の真の実数の推定調査も多く行われている。加害者が虐待行為の最小化や合理化、被害者非難などの認知の歪みを利用することもその背景の1つにある。
児童性的虐待の被害を受ける割合は、世界的には女性で19.7%、男性で7.9%と推定される。
加害者のほとんどは被害者と面識があり、約8割が顔見知り（家族・親族や家族の信用できる友人など）、約3割が子供の親戚で、兄弟、父親、叔父、いとこなどである。他の約60%は、家族の友人、ベビーシッター、近所の人などの「知人」である。見知らぬ人からの加害は約10%である。そのため、水面下に隠れているケースが少なくない。
児童性的虐待の加害の大半は男性であり、約90%を占める。女性による加害は1-20%を占めると推定されている。ドイツの2018年の犯罪統計によると、男性容疑者の割合が95.5%、女性容疑者の割合が4.5%であった。ノルウェーのオスロでの調査によると、子供に対する近親姦は男性が9割、女性は1割とされた。日本の2021年の調査では、男性加害者が97.1%、女性加害者が2.9%であった。

#### アメリカ合衆国
- キンゼイ報告 (1953) ：女性4441人のうち24%（1075人）が性的虐待を受けていた。
- ダイアナ・ラッセル (1978) の調査：この調査ではサンフランシスコの女性930人を無作為に抽出し電話調査を行ったのであるが、身体的接触を伴う性的虐待を18歳までに38%（357人）の女性が受けており、さらに14歳までであっても28%（258人）の女性が受けていた。そして非接触を含めると54%にまで数値は跳ね上がった。さらに近親姦被害が18歳までに16%、14歳までに12%であった。16%のうち4.5%が父親ではあるが残り12%は別の肉親からであった。性的虐待の程度を最重度（膣挿入、性器接吻、肛門挿入）、重度（膣への指挿入、裸の胸への愛撫）、軽度（強制的なキス、衣服を着たままの意図的タッチング）に分けたが、近親姦の場合23%、41%、36%とそれぞれ出ている。
- デイビッド・フィンケラー (1979) の報告：796人の大学生を対象に行った調査。19.2%の女性が性的虐待を報告し、8.6%の男性が性的虐待を報告。
- デイビッド・フィンケラー (1984) の報告：ボストンの521人を対象に行い、女性の15%、男性の12%が性的虐待を報告。
- Lewis,J. (1985) の報告：18歳までに女性1374人のうち27%が性的虐待を受けていた。男性1252人のうち16%が18歳までに性的虐待を受けていた。
- Nelson, Higginson, Grant-Worley (1994) の研究：オレゴンの男子高校生を対象とした研究で、一週間以内に2%の男子が性的虐待を受けていた。
- David Lisak, Hoppers and Song (1996) の報告：595人の一般男子大学生を無作為抽出し調査を行った。「虐待」という表現を排除し、出来事についてのみ質問用紙を配布する形で尋ねた。それによると全体の18%の者は16歳までに直接的な身体接触を伴う性的虐待を受けており、非接触を含めるとその値は28%にまで跳ね上がった。家庭内で起こった被害はそれら性的虐待のうち21%であり、初めて性的虐待を受けた年齢は2-15歳で平均10.1歳であった。その内容は脅迫されたのが36%、明白ではない誘惑を受けたのが43%、自発的に参加したのが22%であった。加害者は61%が男性、28%が女性、両性からが11%とされた。また、この調査ではいわゆる身体的虐待を受けた率も調べられた。対象者のうち身体的虐待を受けた者は全体の34%であった。その加害者の男女比率は男性からが58%であり、女性からが11%であり、男女双方からが31%であり、身体的虐待を受けた者のうち70%が自らの家庭内で受けていた。また身体的虐待を初めて受けた年齢の平均は7.3歳であった。さらにこの調査では23%の男性が自分に身体的・性的虐待の加害体験があることを認めている。だが身体的・性的虐待の男性加害者の79%が身体的・性的虐待の被害者であるとされながらも、その全体の数から見れば身体的・性的虐待の男性被害者が加害者になる率は19%であった。さらに、身体的虐待加害者の約3分の1が性的虐待加害者であり、性的虐待加害者の約3分の1が身体的虐待加害者であった。
- Lewis Harris and Associates, Inc. (1998) の報告：1996年12月から1997年6月にかけ思春期男子3162人を対象に、身体的もしくは性的な虐待を受けたかと直接的に問う形で質問をし、8人に1人が「はい」と答えたが、性的虐待率に限定した場合は5%（白人や黒人が3%と低く、アジア系が9%と高い）であり、その性虐待の約3分の1が家庭内で起こっており、また家族のメンバーによるものが45%であった。

#### 日本
- 「子どもと家族の心と健康」調査 (1998)：女性回答者の39.4%が18歳までに性的虐待を受けており、小学校卒業までに性的虐待を受けたのが女性回答者の15.6%であった。男性回答者の10.0%が18歳までに性的虐待を受けており、小学校卒業までに虐待を受けたのは男性回答者の5.7%であった（日本初の全国調査）。
- 沖縄タイムスの調査 (実施年：1998年)：沖縄県の大学生に対し調査をとったが、全体女性の80.6%が性被害を受けており、強姦・強姦未遂に絞っても15.3%という数値が弾き出されている。男性は男性対象者の28.5%が性被害を受けており、強姦・強姦未遂に絞ってみても2.7%という数値が弾き出された。これは性被害調査であり、いわゆる「性的いじめ」が多く含まれている。

## 歴史
子供に対する性的虐待が問題視されてくるのは、一般に近代以降である。

### 欧米
1886年、リヨン大学の法医学の主任教授アレクサンドル・ラカサーニュが「幼女にたいする性的暴行」という論文を発表。同じ年に、弟子のポール・ベルナールが『幼女にたいする性的暴行』を出版。1827年から70年の間にフランスでは15歳以下の子供に対する強姦及び性的暴行の事件が36176件存在する事を公表した。
1896年には、ジークムント・フロイトがウィーン精神医学神経学学会の会合で『誘惑理論』と呼ばれる精神疾患と性的虐待の関連を発表したが完全に無視され、フロイトはフリースにあてた書簡で「奴らはみんな地獄へ落ちろ」と書いた。その後彼は自説を捨ててしまい幼児性欲による幻想に過ぎないとして、この後長らく性的虐待の事実は黙殺される事になった。1932年、フロイトの一番弟子であったフェレンツィ・シャーンドルが性的な心的外傷に関する論文『大人と子供の間の言葉の混乱』をフロイトの反対を押し切り、学会で発表し論争が起こったが、翌1933年に本人が死亡したこともあり、結果としてこの後50年近く性的虐待はほとんど話題にされることがなくなった。
アメリカ合衆国では、1937年から1940年にかけFBI長官ジョン・エドガー・フーヴァーが国家主義・人種主義・反共産主義を喚起する策として性犯罪者に対し宣戦布告をし、さらに1948年に女性版と1953年に男性版が発表されたキンゼイ報告（調査対象の4分の1近くの女性が子供時代に大人とセックスをした、あるいはセックスを求める男性に迫られたという報告があった）の発表後の1949年から1955年の期間でも、社会的な注目を浴び、州議会は特別対策委員会を設置し、性犯罪者に対する新法を制定したが、いずれも性的虐待を行う人物が社会的に問題がある以上の説明はなされておらず、性的虐待を受けた女性に後遺症が残るという証明が出来ないとされていた。
1956年、ヴィンセント・デ・フランシスが児童保護を訴え、この頃から性虐待が概念として一般化しだす。1950年代後半以降、家族療法が生まれたことでかつて性的虐待を受けた女性が比較的話しやすい状況が生まれ、父親によるものがごくわずかに報告された。鈴木透は、性にまつわる話題の社会的隠蔽が性の革命で揺らいだ時期と1960年代に児童虐待への社会的注目の始まった時期が一致することを指摘している。
1965年にはデ・フランシスは近親姦の用語はより広義に使用されるべきであるとし全事例を性虐待のカテゴリーに組み込み、顔見知りが犯人の可能性が高い事や専門化が必要であり現状はコミュニティ自体が加害者のようになっている事、そして報告数よりも性的虐待ははるかに多い可能性がある事を示唆した。
1970年代にはフェミニストたちによる激しい怒りの声が上がる。児童虐待防止協会元職員のフロレンス・ラッシュが性虐待を受けた経験を語り、被害者の身の潔白を訴え、その原因が家父長制にあると主張した。このフェミニストの活動により状況が変わりだす。それまでは父娘相姦は母親の冷たさに一因があるとして母親を責めていたのであるが、たとえそれが一因となっていても父親の責任は回避できないということで、加害者として父親が責められるようになった。だがこの時点であっても報告数が少なく、Freedman, Kaplan and Sadockの1976年の教科書にさえ父娘相姦は100万分の1の確率と記述されていた。それに対し1970年代後半は多くの雑誌が児童性的虐待の恐ろしさを伝える記事を報道し、報告数が伸びる。また、多くの無作為抽出調査がキンゼイ報告とほぼ同様の「数人に1人程度」の調査結果を示し、パニックが始まる。
だが、1980年代に入るとそれまで個々の事件に焦点があてられていたものがセンセーショナルな話題となっていき、集団的な悪魔的儀式虐待が注目を集めだす。1983年にマクマーティン保育園での虐待（結果的に全員無罪判決が下っている）が報道された後は、それから1990年代初頭にかけて「悪魔崇拝者らによる儀式的虐待が国内で多く行われており保育施設などで儀式的で集団的な性的虐待が行われている」というような根拠のないデマが広まり保育園などでの性的虐待の可能性に対する社会的恐怖が起こる。
1980年代は性的虐待が特に注目を浴びるようになるが、鈴木透によれば、これは同性愛や妊娠中絶などを解放せよなどといった性の革命後の運動に対して守勢一方であった保守派が、反発の一つとして性的虐待を攻撃の対象としたためであったのだという。また、この悪魔的儀式虐待騒動の最中に一部で催眠術やセラピーを通じ記憶は思い出せるというような回復記憶運動が起こった。この療法においては親からの悪魔的儀式的虐待という抑圧された記憶を思い出させるケースが目立った。
だが幼稚園・保育園の儀式的な話が本当なのかということで1990年代初頭から調べられ、幼稚園などにおける「悪魔崇拝者の運営する保育施設における虐待が広く行われている」というパニックには実際には根拠はなく、その根源は仕事を持つ母親や共働きの家庭に対する反発というところが強いとされFBIはモラル・パニックとみなした。
さらにここからそういった話を「思い出させて」いた治療者に矛先が向けられ、1992年にFMS財団（False Memory Syndrome Foundation）が設立された。この後、カウンセラーが呼び戻したとされる記憶の中には虚偽記憶による冤罪が存在している可能性が頻繁に報道され、催眠療法やアミタールなど催眠系の薬物を用いて思い出したとする事例の多くが冤罪であったと証明された。だが、こうした反発によりセンセーショナルな話題は影を潜めたものの、児童性虐待が蔓延しているという疑惑は抜けず、至る所に犯罪者が存在しているのではないかという混乱が残ったため、これを利用して政治的なポイントを稼ぐためにミーガン法などといった法律の整備が行われた。
1990年代後半から21世紀直前の時期になると、それまでマスメディアが報道してきたイメージに対する批判も発生し、事件の性質と性的虐待の現実的な犯罪の数がどのくらいなのかということについて激しい混乱が起こった。1997年から1998年にかけ、シアトルで女性教師メアリー・ケイ・ルトーノーが男子生徒と性交した挙句妊娠し少年の家族となるという全米を震撼させる事件が起こる。この件は法の下で強姦とされたが、同情論が一般には強かった。リチャード・ガートナーは1999年の自らの著書で、Wright, D.の1997年発表の資料を引いて、女性運動によって男性が加害者であって被害者にはなりえず、女性が被害者であり加害者にはなりえないという見方を強化してしまったという話を指摘した。
2002年にはボストン・グローブ紙がカトリック教会の性的虐待事件を報道し、教会側が事実を認めなければならない状態となったため、再び性的虐待に対するパニックが起こりだす。統計上は全く増えてはいないのだがアメリカ中が苛立つ事態となり、様々な性犯罪及び児童誘拐に対する報道は白熱を極め、その年の8月6日にはホワイトハウスでジョージ・ウォーカー・ブッシュ大統領もテロリズムとの戦いに並べて児童性虐待という歪んだコミュニティの問題に対し立ち向かう姿勢を表明した。
2003年にはマーティン・バシールのインタビューにより「マイケルジャクソンの真実」が報道され、その後マイケル・ジャクソンが少年に対する性的虐待で訴えられる。マイケルジャクソンは1993年にも性的虐待疑惑を持たれていた。この裁判は世界的な大スターということで世界中が注目する裁判となった。多くのマスコミ報道はマイケルは有罪であると報道し、トム・スネドンら検察側はマイケルは有罪であると主張した。だが、マイケル・ジャクソン裁判においてその主張には矛盾点が多いことをトーマス・メゼロウらの弁護士グループは述べ、2005年6月13日に全面無罪判決が下された。

### 日本
日本では1957年9月25日、久保摂二により「近親相姦に関する研究」という論文が発表され、これが日本初の近親相姦論文とされる。父と娘15例、母と息子3例、兄弟姉妹15例、その他3例を取り上げていた。また、1980年に朝日新聞は母子姦を取り上げ、川名紀美は『密室の母と子』という本を出した。だが、マスコミ報道は事実を正確に伝えられず、反発が起こった。
日本では1881年の旧刑法の制定以来、近親相姦に関して「道徳にゆだねるべき」という立場をとってきたが、池田由子は1987年の著著『児童虐待』で、尊属殺重罰規定違憲判決の事案では父親を殺害したとされる女性は明らかな性的虐待の被害者であったという点を問題視した。
1990年代、性的虐待を取り締まる法律が日本では存在しないことが非難され、結果「児童虐待の防止等に関する法律（児童虐待防止法）」が2000年5月に可決された。第2条で「児童にわいせつな行為をすること又は児童をしてわいせつな行為をさせること」として性的虐待を定めた。
日本では性的虐待を受け保護された児童は施設で養育されることも多いが、なかには性的虐待を受けた児童が保護施設でさらに性的虐待を受ける事例も存在する。また、いわゆるスクールセクハラについて、かつては教師による性暴力がタブー的存在とされていた時期もあったが、2001年以降は文部科学省が厳しい姿勢に出るようになったこともあって実態に改善がみられ、行政や各学校において学校内における性的虐待やセクシャルハラスメントの防止や対応に取り組んでいる。ただ、裁判沙汰になる可能性もあるため、学校側が確固たる証拠を求める風潮もより強まっており、被害を訴える側からは不満の声もある。
被害児童のプライバシーの問題からあまり報道されないという事情もあり、日本社会において親による性的虐待に対する認知度は低かった。だが、2019年に父親からの性的虐待が疑われていた女児が自宅に帰宅した後に遺体となって発見された事件（野田小4女児虐待事件。女児の死亡後になって父親が傷害容疑で逮捕された。）については、せっかく児童相談所で保護したのに一時保護を解除してよかったのかと第三者委員会で検討されることが決定する事態となった（女児の遺体発見日は1月24日だったが、この経緯が公開されたのは5月14日のことだった）。
全国統一ダイヤルで受け付ける子どもの電話相談「チャイルドライン」で、宮城県内から2017年度に発信された児童虐待の相談52件のうち、性的虐待が53.8%（28件）を占めていた。被害者は主に小学生から高校生の女子で、特に中学生が多く加害者の多くは実父とみられる。性暴力を受けたときに相談できるワンストップ支援センターの大阪支部では、2010年度～18年度に来所し、受診につながった者のうち19歳以下の子どもは1285人で6割を占めている。また17、18年度、家族からの性暴力を訴えた子どもは161人となり、実父からが36%、実兄・義兄からが18%を占め、そのほか母の恋人・祖父・いとこが加害者の事例もある。

### イスラーム諸国
イスラーム諸国でも、伝統的に児童に当たる年齢の人間に対する性的行為を必ずしも「虐待」としてはこなかった。前近代イスラーム社会の根幹法であったシャリーア（古典イスラーム法）が定める女性の最低婚姻年齢（したがって、性行為が社会的に容認される年齢）は、一般的な解釈では9歳、その他の解釈では初潮の開始年齢か明確な制限なしとなっており、男性も13歳程度で結婚できた。これはイスラームの預言者ムハンマドの妻・アーイシャの結婚年齢が9歳であったというハディースに基づいている。一方結婚当初のムハンマドは既に50歳を越えていた。
そのためとりわけ女児に対する性的行為は、たとえその内容が客観的に見れば虐待と思われるものであっても、正常な婚姻の結果として容認された。また家父長制の存在により、そのような女児が被害を訴えることはきわめて困難であった。預言者ムハンマドとアーイシャとの婚姻に関しても、その初期の性行為は児童性的虐待ではないかという主張がある。
これに対して、前近代の人類社会では有力家系の子女が10歳前後で結婚することはありふれており、このこと自体は歴史的事実として確認されている、という反論がある。豊臣秀吉は10歳の幼女を側室にしたことなど、歴史上の人物は、ほとんどがこの例に倣っており、ムハンマドだけを攻撃する理由が不明である。その場合は結婚してもおおよそ初潮後の適齢になるまでセックスは行わないのが通例であった。インドのイスラーム学者マウラナ・ムハンマド・アリーはアーイシャがムハンマドと初夜を迎えた年齢は15歳であったと主張している。
また前近代のイスラーム社会では、同性愛を問題視する厳格な宗教家の存在にもかかわらず、少年愛が流行したが、この中には客観的に見て性的虐待ととれる事例も存在したとされている。
しかし19世紀末から20世紀にかけてシャリーアが近代的な家族法に取って代わり、現在では多くのイスラーム諸国で結婚最低年齢は15 - 18歳の間である。よって児童に対する性行為は、性的虐待として広く認知されている。
ただしイランやサウジアラビアのような国では、いまだにシャリーアに基づく家族法が効力を有しており、9歳の少女との結婚・セックスも合法である。またそれ以下の年齢の少女との結婚が認められている事例もあり、借金のかたとして8歳の少女が結婚させられた事例がある。またイエメンでは、女児の結婚最低年齢を法律で定めておらず、9歳未満の女児との結婚・セックスも合法である。サウジの高位聖職者評議会の議長アブドゥル・アズィーズ・アル・シェイフは、シャリーアでは10歳の少女でも結婚・セックスの対象とすることができ、むしろシャリーアに対する批判を行う側こそ少女たちへの不正義を行っていると述べた。
結婚最低年齢に関してイスラーム法ではなく、近代法を施行している国でも、イスラーム法が慣習として隠然たる権威を持っている場合、両者の矛盾が問題となることがある。モロッコでは、世俗法に基づき女子の結婚最低年齢は18歳であるが、原理主義的なイスラーム法学者ムハンマド・アルマグラーウィーが9歳の少女との結婚・セックスを合法とするファトワーを出したために、この問題に対して近代的な見解を示す国王直属のウラマー達や世俗知識人から、児童性的虐待を正当化するものであると批判された。
また、インドネシアでも、イスラーム法学者が12歳の少女と結婚・セックスし、さらに7歳と6歳の女児とも結婚しようとした事例が報告され、警察の捜査の対象となっている。この法学者は、イスラーム法における結婚最低年齢を初潮の開始時とする解釈をとり、女児たちは皆この条件を満たしているとして、この結婚・セックスは合法であると主張している。

## 影響

### 心理的影響
児童性的虐待は、被害者に、その後の人生において心的外傷を含めた、短期的および長期的な負の影響を与える
。症状としては、うつ病、不安、摂食障害、自尊心の欠如、身体化障害、睡眠障害、心的外傷後ストレス障害を含む解離性同一性障害および不安障害があげられる。
性的虐待を受けた子どもにおいて顕著によく現れれる症状は、性的行動、過度な性的知識および関心であり、これを特に性化行動（Child Sexual Behavior）という 例としては友達に対してエッチごっこを行うことなどが挙げられる。こうした行為に至るメカニズムは3つ考えられており、1つ目は大人との関係をそれ以外の手法で知らないため、2つ目は子供にとって性的行為がどんな意味を持つのか分からないため必死に理解しようと努力するため、そして3つ目はそういった行為を繰り返すことで自身のトラウマを乗り越えようとするためである。
他の短期的な症例としては、学校や社会活動からの引きこもり、動物虐待、注意欠陥・多動性障害（ADHD）、行為障害、反抗挑戦性障害（ODD）、10代の出産や思春期でのハイリスクな性行動
など、様々な学習・行動上の問題を示すことがある。また児童性的虐待の被害者は、自傷行為の発生率が約4倍高いと報告される。10代の間に受ける性的暴行は、メンタルヘルスの問題、社会的排除、学業成績の悪化に繋がることが示されている。
長期的な負の影響としてよく認められるのは、思春期や成人期において被害者が追加的に被る、あるいは繰り返される悪影響である。 小児期の性的虐待被害と、犯罪、自殺、アルコール依存症、薬物依存など様々な成人の精神病理との間に因果関係がみられる。児童性的虐待を受けたのが男性の場合は、メンタルヘルスの臨床よりも刑事司法制度に現れることが多くなる。また2001年厚生労働省による刑務所収監者調査によれば、女性受刑者でも7割以上が18歳までに性的虐待を受けており、3割はレイプなどの深刻な被害、2割が近親姦であった。児童虐待を受けた中年女性と、そうでない女性とを比較した研究では、前者の医療費が有為に高い傾向がある。また世代を超えた負の影響も指摘されており、児童性的虐待の被害者の子どもは、そうでない同年代の子どもよりも、行動面、友人面、感情面で多くの問題を示す。
児童性的虐待と各症状との間に特徴的なパターンは見いだせていないが、因果関係については幾つかの仮説がある。例えば、性的虐待の最中に虐待者によって行われる問題の否認・矮小化・ごまかし・責任のなすりつけ・侮辱などの結果であると考える仮説もある。また、児童性的虐待は貧困環境や身体的虐待などの交絡変数を併発することもよくあるため、児童性的虐待の影響を測定する研究においてはそうした交絡変数をコントロールすることも大切であると主張する学者もいる。
調査によると、性的虐待を受けた子どもの51％から79％が心理的症状を示している。さらに虐待者が親族である場合や、虐待が性交または性交未遂を伴う場合、あるいは脅迫や暴力が用いられた場合、心的外傷のリスクはより高くなる。また、心的外傷の程度も、挿入、虐待の期間と頻度、暴力の使用などの要因によっても影響を受ける。児童性的虐待の被害者に対する社会的な偏見がある場合、被害児童の心的外傷を悪化させる傾向がある。しかし逆に、支援的な家族環境にある被害児童は、このリスクが低減する。

### 身体的影響

#### 身体傷害
被害児童の年齢や体格、力の程度によっては、児童性的虐待により、体内の裂傷や出血を起こすことがある。重症の場合、内臓の損傷が起こり、場合によっては死に至ることもある。

#### 感染症
児童の性的虐待は、感染症や性感染症を引き起こすことがあり、膣炎も報告されている。子どもの年齢や体格によっては、膣分泌液も十分でないため、感染症にかかる可能性も高い。

#### 神経学的損傷
性的虐待によるストレスを含む外傷性ストレスは、脳の機能や発達に顕著な変化をもたらし、重度の児童性虐待が脳の発達に悪影響を及ぼしうる。1998年Itoらは「虐待を受けた被験者では半球の非対称性が逆転し、脳の左半球のコヒーレンスが大きくなる」ことを見出し、1993年 Teicherらは虐待を受けた被験者では「発作性側頭葉てんかん様症状」の発症率が高くなるとした。2002年 Andersonらは、小児期に性的虐待を受けた成人の小脳頂部ではMRIでT2緩和時間が長くなることを見出した。斎藤学 (2001) によると、父親に身体的虐待を加えられ、かつ性的な境界侵犯もあった女性が健忘症状を呈した症例において、MRIで海馬領域の萎縮とグリア性瘢痕化、SPECTでは両側側頭の血流不全を確認した。2002年 Teicherらは、児童の性的虐待が脳梁の面積減少や左海馬の容積減少との関連を、複数の研究報告を基に示した。1993年伊藤らは性的虐待を受けた児童に電気生理学的異常が増加することを見出した。
小児における性的または身体的虐待が、未発達の大脳辺縁系の過剰興奮に繋がる可能性を示す研究もある。 1993年Teicherらは、"Limbic System Checklist-33（LSCL-33）"（辺縁系チェックリスト-33）を用いて、成人253人の発作性側頭葉てんかん様症状を測定した。児童性的虐待の経験者のLSCL-33は得点にして49％上昇した。これは身体的虐待の経験者よりも11％高いものであった。さらに身体的虐待と性的虐待の両方の経験者では113％の上昇となった。男女ともに同様であった。
2006年Navaltaらは、児童性的虐待を繰り返し受けた女性では、数学のSATスコアが有意に低く、逆に言語のSATスコアが高いことを確認した。これは「半球統合の欠陥に由来するのではないか」と考察している。また、テストされたすべてのカテゴリ（言語、視覚、およびグローバル）の短期記憶障害と虐待の期間との間に強い関連があることも、併せて見出した。

### 対人関係における影響
フェレンツィ・シャーンドルが1933年の著書『大人と子供の間の言葉の混乱』で書き残したように、性的虐待を受けた場合「優しさ」と「激情」を表す言葉の間に混乱が生じることも知られている。性的虐待を受けた人たちが「セックス」「愛情」「慈しみ」「親愛」「虐待」といったものに対する感覚の混同をきたしてしまうと、結果として人間関係における経験を誤認してしまい、性的かつ虐待的なものがそのまま愛情として認識されたり、逆に喜ばしい関係性が虐待的だと感じるような歪んだ認識が生まれるのである。

### 児童性的虐待の悪影響の広範性や強度に関する議論
Bruce Rind,et al.(1998)は大学生サンプルを対象とした59の研究をメタ分析する事により、児童性的虐待が性別に関係なく、一般の人々に広範かつ深刻な被害を生じるという信念を検証した所、家庭環境因子を調整すると、児童性的虐待とその後の心理的適応の関係は一般に有意ではなくなる事を発見し、児童性的虐待の悪影響とされていたものは、そのほとんどが家庭環境に起因する物であり、児童性的虐待の被害は広範でも典型的に深刻なものでもないと結論した。この研究は、マスコミ、メディアによって繰り返し報道され、一般に信じられている児童性的虐待は典型的に子供に深刻な心理的不適応を引き起こすという信念を真っ向から否定する結論を導き出した事で発表後、激しい論争を引き起こし、米国下院議会が非難決議を行う前代未聞の事態に発展した（詳しくは、en:Rind et al. controversy）。しかしアメリカ心理学会から論文の独立審査を依頼された米国科学振興協会は「論文の著者の側の不適切な方法論や疑わしい実践の証拠は見当たらない」と結論し、政治家やマスコミ・メディアによって行われた批判の多くが、著者により示されている分析を理解出来ておらず、論文の発見について誤った批判を繰り返している事について懸念を表明した。また心理学と科学哲学の専門家であるスコット・リリエンフェルドは、Rindらの論文への批判の多くは、統計学や科学的方法論に関する無知や理解不足に起因し、多くの基本的な論理的誤謬を犯していることを指摘している。
児童性的虐待が連鎖するかどうかについても様々な議論がある。Lisak D, Hoppre J, and Song Pの報告 (1996) では、23%の男性が自分に身体的・性的虐待の加害体験があることを認めているが、身体的・性的虐待の男性加害者の79%が身体的・性的虐待の被害者であるとされるが、全体の数から見れば身体的・性的虐待の男性被害者が加害者になる率は19%であった。David Skuse (2003) は、幼少期に性的虐待を受けた男児224人を調査したが、性的虐待を行ったのはそのうち26人（12%）だった。一方で、ベッカーの調査によると性犯罪の加害者の52%は自分自身も性被害者であるとされ、同調査では中学生時代に異常行動をきたすケースは性犯罪者の60%とされた。

## 子供の心理の関連
加害者と被害者が成人である場合大抵は身体的もしくは精神的強要があるのが普通であるが、子供が虐待されている場合には一見すると同意しているような場合も少なくない。
菅原昭秀 (1990) は大阪府児童相談所で扱った女児39人（加害者はうち37人が継父や養父を含む父親、叔父が1人、母親が1人）のうち33人が性的虐待に対し拒否的な反応を示してはいたが、その虐待者本人に対して否定的な反応を示していたのは18人に過ぎなかったという報告をしている。残りの21人のうち、5人は拒否をしつつも同情的な態度、13人は曖昧な態度、3人は肯定的な態度をとっていたという。
近親姦の体験者は虐待の犠牲になったという認識そのものは正しいが、その心の深層には緊密で複雑なアンビバレントな関係がある。多くの子供は虐待者に対し愛情と憎しみが複雑に絡み合った感情を抱くが、これは性的虐待を受けた人に激しい混乱をもたらす。憎しみか愛情のどちらかの面を取り解決しようとすることも多いが、この場合突然愛情が憎しみに変わったり、憎しみしか感じることができなくなったりする。
また、こうした被害を受けた人をさらなる混乱に陥れているのは文化的な問題によるところも大きい。もともと近代文明はそういった現象を抑圧し続けてきたため、必然的に性的虐待を受けた場合社会から阻害されてしまうような感覚に襲われてしまうことが多い。こうした場合、性的虐待が存在しないことを想定されて作られた文化的価値観を内面化していればいるほど心理的な被害は大きくなってしまう。こうした社会のメッセージによる子供の心理的反応のことをFinkelhor and Browne (1985) は「烙印押し (stigmatization)」と呼んだ。
性的虐待のトラウマの度合いは、その個人の主観的体験に依存する。そのため、ある人は外部的に見ればひどくトラウマティックな体験をしてもトラウマにならなかったり、ある人は外部的には大したことでなくともトラウマになる。そのため、まれではあるものの性的虐待を受けているにもかかわらずトラウマになっていない場合も存在する。だが、だからといってその行動そのものが虐待的でなかったということにはならない。さらに、男性に多いが明らかに性的虐待による重度のトラウマ症状を呈しているのにもかかわらず、自身のトラウマを否認している場合が多く存在することも知られている。
また、刺激に対して身体が反応してしまう場合が少なくない。こうした場合、女性の場合は快感を持ったことで自分自身が罪深いのではないかと思うことが多く、さらに男性の場合には自分の身体の勃起や射精とかいうものは自分の力でコントロール出来るものであるという自信がそのまま打ち砕かれる。人間の身体は生理学的にそのように出来ているため、これは自然な反応なのであるが、本人たちにとって見ればこうした現象はそのまま自己への不信へと繋がるのである。
また、大抵子供は「自分に責任がある」と思いやすく、性的虐待を受けた子供が親がおかしいことを訴えることはそのまま自分を訴えることとほぼ同じことになる。フロレンス・ラッシュ (1980) は「被害者が加害者を告発すれば、自分自身をも告発する事になる。だからこそ児童性虐待は世界でもっともよく守られている秘密なのである」と述べている。子供が話すだろうと思う人も多いが、近親姦（的行為）を受けた子供の多くはこのために自分の受けた被害のことを話すことはない。
Graham (1994) は、男性に強く依存しながらも男性に対して恐怖を抱くような社会一般に考えられている女性像というのは、性的虐待などのトラウマを長期にわたり受けてきた女性の特徴とも合致すると主張し、人質事件の被害者が犯人に愛着を示してしまうストックホルム症候群の概念はより広範に当てはまるとして「社会的ストックホルム症候群」と名付けている。Perry BD (2000) によると生物学的に男児の場合はトラウマを負った場合過覚醒状態を起こす可能性が女児より高いのに対し、女児の場合は男児よりも解離を起こしやすいと報告している。

## 医学・治療

### 精神医学
現在トラウマによる後遺症全般がPTSDという言葉で流通しているが、性的虐待の後遺症は愛着の持ち方、人格形成など広範な影響が認められ、『精神障害の診断と統計マニュアル』(DSM-IV)に載っていたPTSDとは明らかに異なっていた。そのため、DSM-IVに載っている戦争や事故などによるものは単純性PTSDと通称し、それに対しレイプ体験など複雑な体験によるものは複雑性PTSDと呼ぶことを治療者らは提唱した（DSM-IV-TRでは一症状として取り上げられた）。もしくはこれを指してDESNOS（Disorder of Extreme Stress not otherwise specified）と呼ぶ研究者もいる。研究者はジュディス・ハーマンやベッセル・ヴァン・デア・コークがいる。

### 治療
精神疾患、解離性同一性障害、深刻な人格障害のある人は現実を見失っているケースもあり、治療は困難を極める。解離した記憶や感情が蘇ってくることや、長期の鬱、不安反応や性的強迫観念を抑えるためには睡眠薬や抗うつ薬が非常に役に立つ。
心理療法では、外傷的解離の働きによって未だ言語的にコード化されていない記憶情報をコード化させる作業が行われる。この方法においては、患者が治療者に性的感覚を感じる転移及び治療者が患者に性的感覚を感じる逆転移の問題、コード化される際のトラウマの再演の問題もあるが、方法自体として間違っているというのではなく、それらは治療の手がかりとなる。
一方、女性のグループ治療はジュディス・ハーマン (1992) が提唱している。その目標は最初は現在の安全を確立する事、その次に自らのトラウマに焦点を当てる事、最後が自己や他者に繋がりを持たせる事であるとしている。
また、多くの被害を受けた人はその回復過程で全てを虐待のせいにしようとするが、実際には全てが虐待のせいであるとはいえない。こういった考えはトラウマに対し少年少女が多種多様な反応を示す事を無視している。さらに、トラウマがすでに過去のものになっている以上はそこから癒えるということもありえない。出来る事はトラウマに対応しとり続けている態度の改善である。

### 被害を認め支えることが子供の回復力に
幼児期のトラウマ的な体験は生涯にわたってその人の人生に影響を与え続けるわけではない。実際に、強姦犯や精神病を患っている人、犯罪を犯した人にこうした過去がある人が多いのも事実であるが、性的虐待の被害から回復する人はいる。
Conte, J. R. (1985) は性的虐待を受けた369人（76%が少女、24%が少年）について調べたが、性的虐待に伴う症状を示すのは79%と多かった。しかし残りの21%は起きておらず、どうして問題が起こらなかったかについて調べられたが、その重要な因子は虐待の事実を認め支えてあげた大人が一人でも存在していた事であった。
この他にも、多くの研究で秘密を打ち明ける能力と回復力とが比例関係にあることが分かっている。

## 加害者の更生と更生プログラムの効果
性犯罪者の調査としては、2004年3月のカナダの研究結果で、1980年代の性犯罪者のうち治療プログラムを行った人の累犯率は約21.1%で、参加していない場合は21.8%であった。だが、1994年にアメリカの15の州の調査によると、3年以内における性犯罪以外の再逮捕率は69%なのに対し、性犯罪者の再逮捕率は43%であって、性犯罪率に限った場合ならば約4倍ではあるが、性犯罪者の累犯率自体は他の犯罪と比べ突出して高いわけではない。また、1994年に刑務所より釈放された15の州での児童性虐待者約4300人が再び児童性虐待で逮捕された例は3年以内で約3.3%である。

## 事例
- 江東区小5女児誘拐殺人事件（1969年）：未解決。
- 北関東連続幼女誘拐殺人事件（1979年-1996年）
  - 1979年足利市で5歳女児が誘拐殺害：未解決。
  - 1984年足利市で5歳女児が誘拐殺害：未解決。
  - 1987年、群馬小2女児殺害事件：未解決。
- 福岡・佐賀連続児童猥褻事件（1987年-2004年）
- 東京・埼玉連続幼女誘拐殺人事件（1988年-1989年）
- 足利事件（1990年）4歳女児が誘拐殺害。冤罪事件でもあった。真犯人は捕まっていない。
- 飯塚事件（1992年）女児2人が誘拐殺害。
- 太田市パチンコ店女児連れ去り事件（1996年)：未解決。
- 高崎小1女児殺害事件（2004年）
- 奈良小1女児殺害事件（2004年）。犯人の自宅からは児童ポルノや女児の衣類が押収。ペドフィリアと精神鑑定。2013年死刑執行。
- 広島小1女児殺害事件（2005年）日系ペルー人の男の犯行。
- 栃木小1女児殺害事件（2005年）

### 児童福祉施設の事件
- 恩寵園事件（1995年）
- 北九州児童養護施設虐待事件（2019年）
- 野田市園児性的暴行事件（2019年-2020年）
- 静岡児童性的虐待事件（2022年）